# Посум
Посум (Pseudocheirus) — рід сумчастих ссавців з родини посумових. Ендемік Австралії. Рід містить два сучасні види й викопний Pseudocheirus marshalli з пліоцену Вікторії.
До цього роду раніше включали й інші види, які були перекласифіковані як Pseudochirulus. Рід був створений Вільямом Огілбі в 1837 році, той самий автор пізніше використав, а потім виправив написання Pseudochirus, який зараз розглядається як номенклатурний синонім, помилково використаний такими авторами, як Олдфілд Томас.

## Опис
Голова й тулуб завдовжки 287–353 мм, хвіст завдовжки 287–360 мм, вага 700–1110 грамів. Волосяний покрив короткий, щільний і м'який. Забарвлення дуже варіативне, від в основному сірого до червоного, низ блідіший. Завжди є контрастне біле хутро на вухах і білий кінчик хвоста. Є гола нижня поверхня дистальної частини хвоста. Перші два пальці передніх кінцівок протиставлені іншим трьом.